# BM Ciudad Real
A BM Ciudad Real (Balonmano Ciudad Real) spanyol férfi kézilabdaklub, amely a spanyol első osztályban vívja mérkőzéseit.
A klubot 1981-ben ADC Cesario Vigon néven alapították. A jelenlegi néven 1992 óta szerepel.

## Sikerei
- Spanyol bajnokság: 4-szeres győztes
  - 2003/04, 2006/07, 2007/08, 2008/09
- Spanyol kupa: 2-szeres győztes
  - 2002/03, 2007/08
- Copa Asobal: 5-szörös győztes
  - 2003/04, 2004/05, 2005/06, 2006/07, 2007/08
- Spanyol szuperkupa: 2-szeres győztes
  - 2004/05, 2007/08
- Bajnokok Ligája: 3-szoros győztes
  - 2005/06, 2007/08, 2008/09
- EHF Kupagyőztesek Európa Kupája: 2-szeres győztes
  - 2001/02, 2002/03
- EHF Bajnokok Tornája: 3-szoros győztes
  - 2005, 2006, 2008

## 2009/10-es idény játékoskerete
| - 1 José Javier Hombrados - 5 Jonas Källman - 7 Jérôme Fernandez - 14 David Davis - 15 Roberto García Parrondo - 16 Arpad Šterbik - 18 Luc Abalo |  | - 19 Petar Metličić - 20 Chema Rodríguez - 24 Alberto Entrerríos - 25 Viran Morros - 27 Josep Masachs - 33 Didier Dinart |